# Kurzeniec Nowy (futory)
Kurzeniec – dawne futory. Tereny, na których były położone leżą obecnie na Białorusi, w obwodzie mińskim, w rejonie wilejskim, w sielsowiecie Kurzeniec.

## Historia
W czasach zaborów dwa folwarki w powiecie wilejskim, w guberni wileńskiej Imperium Rosyjskiego. Pierwszy liczył 25 mieszkańców w 1 domu, drugi 31 mieszkańców w 1 domu.
W latach 1921–1945 zaścianek a następnie futory leżały w Polsce, w województwie wileńskim, w powiecie wilejskim, w gminie Kurzeniec.
Według Powszechnego Spisu Ludności z 1921 roku zamieszkiwały tu 63 osoby, 48 było wyznania rzymskokatolickiego a 15 prawosławnego. Jednocześnie 42 mieszkańców zadeklarowało polską a 21 białoruską przynależność narodową. Było tu 9 budynków mieszkalnych. W 1931 w 13 domach zamieszkiwały 82 osoby.
Wierni należeli do parafii rzymskokatolickiej i prawosławnej w Kurzeńcu. Miejscowość podlegała pod Sąd Grodzki w Wilejce i Okręgowy w Wilnie; właściwy urząd pocztowy mieścił się w Kurzeńcu.
W wyniku napaści ZSRR na Polskę we wrześniu 1939 miejscowość znalazła się pod okupacją sowiecką. 2 listopada została włączona do Białoruskiej SRR. Od czerwca 1941 roku pod okupacją niemiecką. W 1944 miejscowość została ponownie zajęta przez wojska sowieckie i włączona do Białoruskiej SRR.